# 丸山良仁
丸山 良仁（まるやま よしひと、1926年9月21日- 2006年11月11日）は、日本の建設官僚。

## 経歴
長野県出身。昭和26年（1951年）東京大学農学部卒業。建設省入省。同52年（1977年）住宅局参事官、同53年（1978年）計画局長、同54年（1979年）大臣官房長、同56年建設事務次官。同59年（1984年）退官、住宅・都市整備公団副総裁、同60年（1985年）から平成4年（1992年）まで総裁に就任。のち建設業振興基金理事長。著書に「日本の住宅計画」がある。